# Грабине (Львівський район)
Гра́бине — село в Україні, у Львівському районі Львівської області. Населення становить 22 особи станом на 01.01.2025 року. Орган місцевого самоврядування — Комарнівська міська рада. Розташоване на вулиці Пасічній.